# Saint-Jean-d'Arves
Pour les articles homonymes, voir Saint-Jean.
 (janvier 2015).
Si vous disposez d'ouvrages ou d'articles de référence ou si vous connaissez des sites web de qualité traitant du thème abordé ici, merci de compléter l'article en donnant les références utiles à sa vérifiabilité et en les liant à la section « Notes et références ».
 (décembre 2015).
Saint-Jean-d'Arves est une commune française située dans le département de la Savoie, en région Auvergne-Rhône-Alpes.

## Géographie

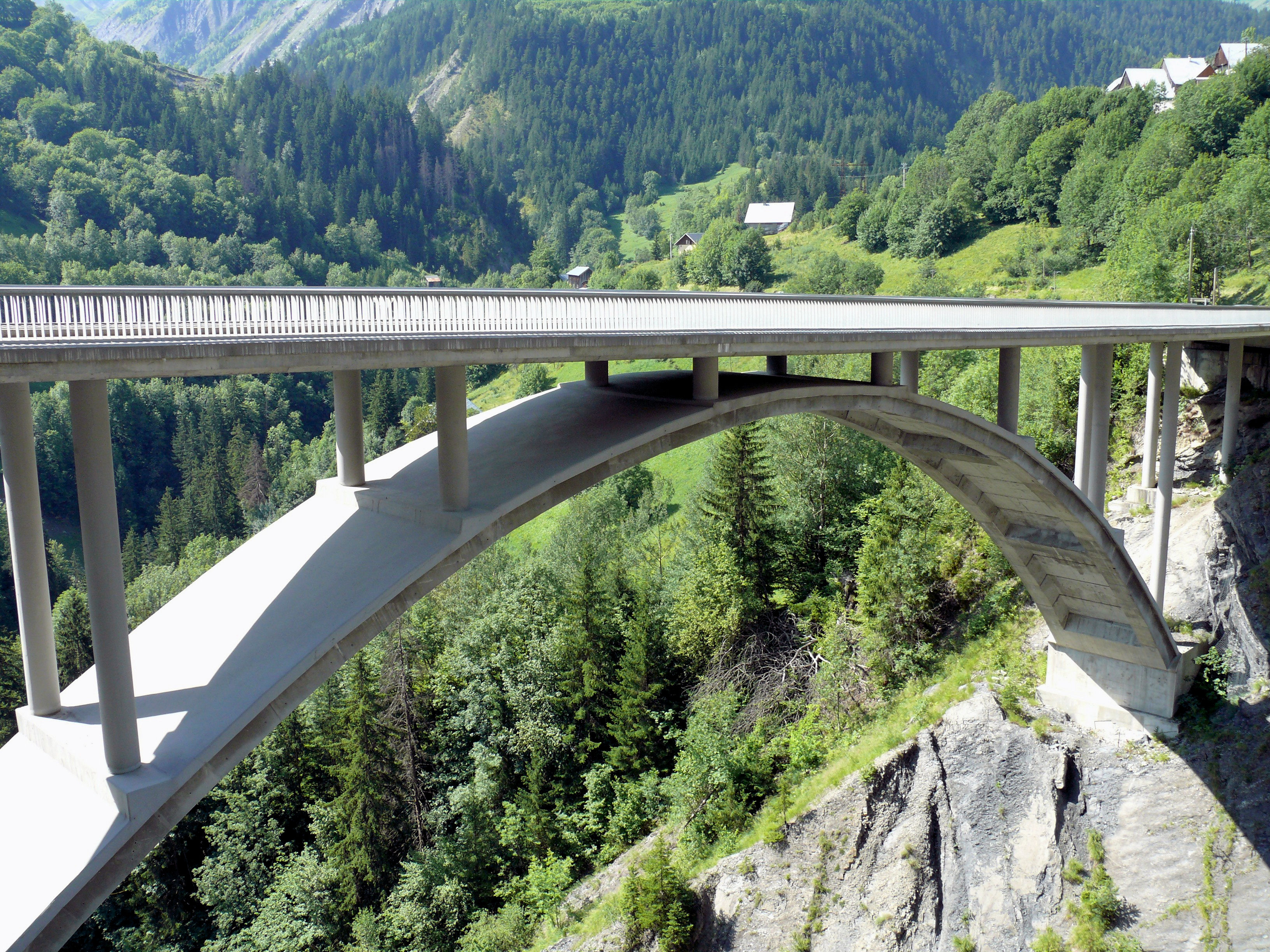
Viaduc des Sallanches près du hameau des Sallanches.

Saint-Jean-d'Arves est une commune de Maurienne, dans le département de la Savoie, qui s'est développée sur une vallée latérale située en rive gauche de l'Arc. L'implantation humaine s'est faite en partie sur le bassin de l'Arvan et la vallée affluente de Arvette ou Valfroide.
Elle est située à environ une vingtaine de kilomètres au sud-ouest de la sous-préfecture de Saint-Jean-de-Maurienne et environ 80 kilomètres de Chambéry.
Le territoire de la commune est constitué du chef-lieu dit La Tour et de 22 hameaux : « Dans le secteur du pont et du barrage de Belleville : Sur-La-Roche, Clietaz, les Sallanches, le Clos, le Mollard, Les Méries, la Charrière. Au confluent de l'Arvan et de Valfroide : Entraigues [...] et à l'entour : En Tignes, le Besset, le Villaret, les Tours, le Vallonet. En suivant l'Arvan : la Villette, les Chambons entourés de la Fleur, les Ecourts, la Curiaz, le Poingt [...]. En suivant la route du haut : le Villard, Plan champ, La Tour (chef-lieu), le Collet, le Mollard, et la Chal. ».
Son territoire est entouré des sommets du mont Charvin (2207 m) au nord, et de la cime des Torches ou Grand Agnelin (2958 m) ainsi que des aiguilles d'Arves, dans sa partie sud.

## Urbanisme

### Typologie
Au 1er janvier 2024, Saint-Jean-d'Arves est catégorisée « commune rurale à habitat dispersé », selon la nouvelle grille communale de densité à sept niveaux définie par l'Insee en 2022.
Elle est située hors unité urbaine et hors attraction des villes,.

### Occupation des sols
L'occupation des sols de la commune, telle qu'elle ressort de la base de données européenne d’occupation biophysique des sols Corine Land Cover (CLC), est marquée par l'importance des forêts et milieux semi-naturels (94,8 % en 2018), en augmentation par rapport à 1990 (93,1 %). La répartition détaillée en 2018 est la suivante : milieux à végétation arbustive et/ou herbacée (49,5 %), espaces ouverts, sans ou avec peu de végétation (32,9 %), forêts (12,3 %), zones agricoles hétérogènes (2,9 %), prairies (1,5 %), zones urbanisées (0,9 %).
L'IGN met par ailleurs à disposition un outil en ligne permettant de comparer l’évolution dans le temps de l’occupation des sols de la commune (ou de territoires à des échelles différentes). Plusieurs époques sont accessibles sous forme de cartes ou photos aériennes : la carte de Cassini (XVIIIe siècle), la carte d'état-major (1820-1866) et la période actuelle (1950 à aujourd'hui).

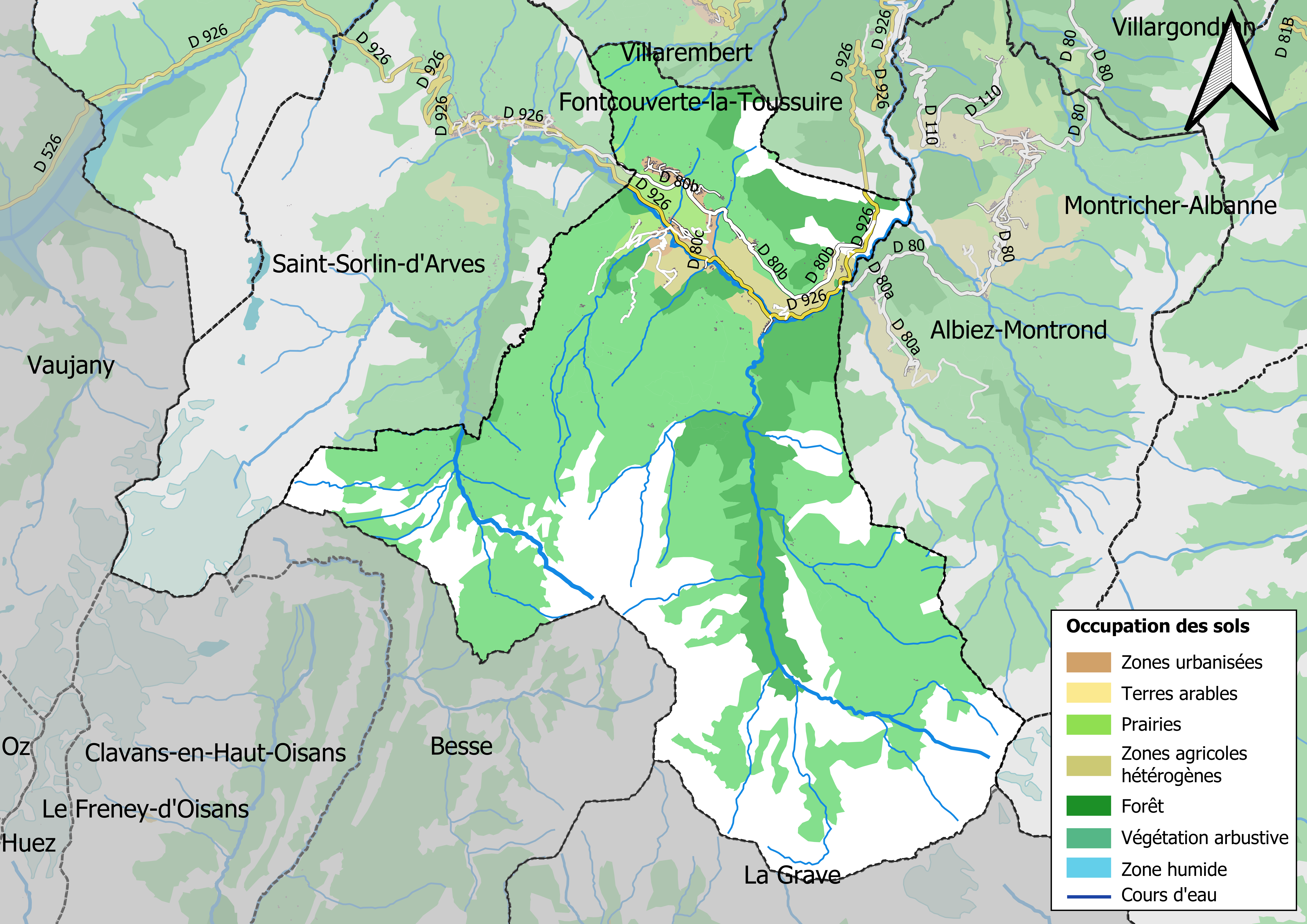
Carte des infrastructures et de l'occupation des sols en 2018 (CLC) de la commune.
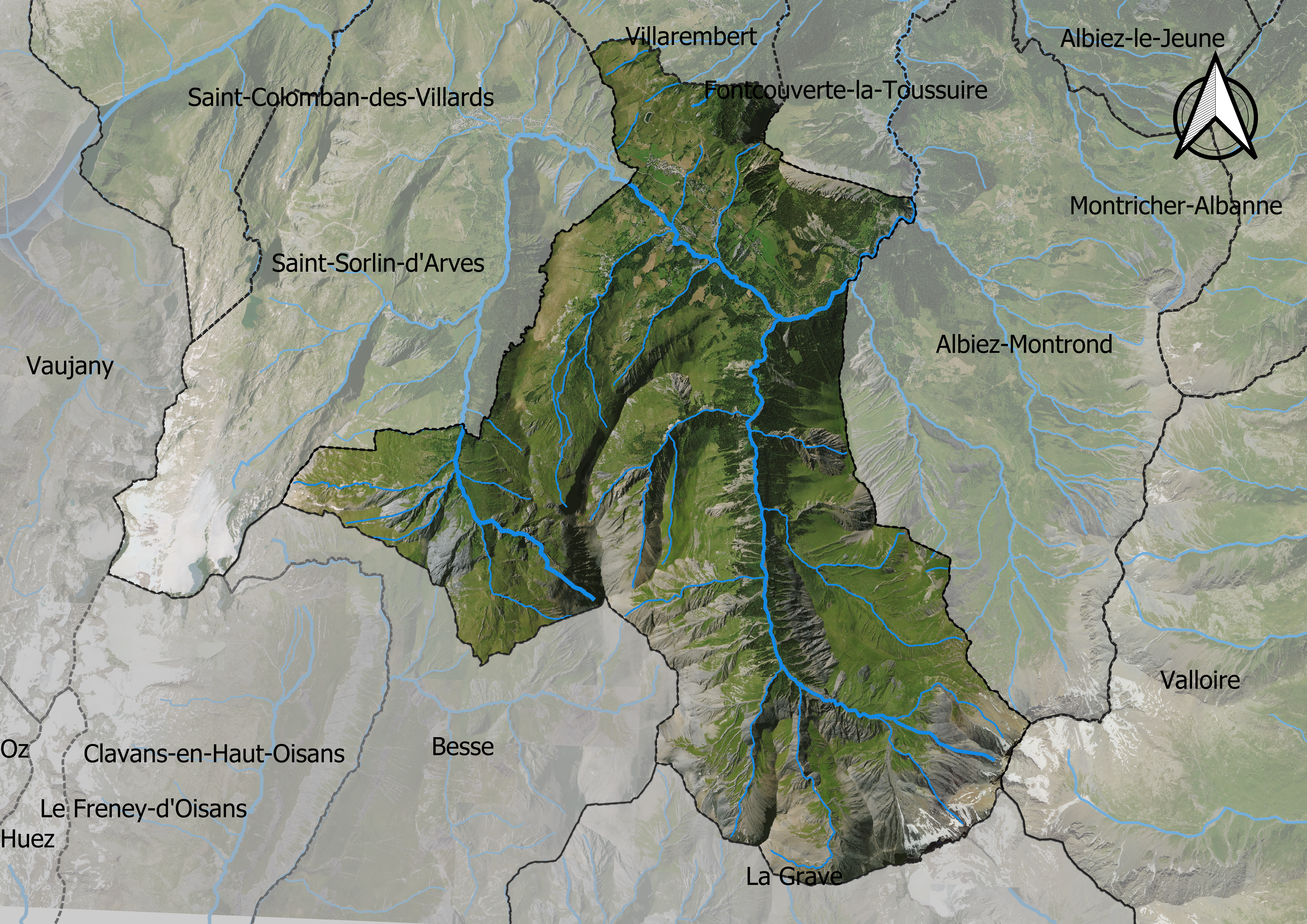
Carte orthophotogrammétrique de la commune.

## Toponymie
La forme la plus ancienne mentionne l'église de Arva, en 1184. En 1590, on trouve la forme Saint-Jehan d'Arve, puis au siècle suivant Saint-Jean-d'Arves, en 1635. La forme au pluriel d'Arves semble être utilisée qu'à partir de la séparation de Saint-Sorlin de Saint-Jean. Le site d'Henry Suter indique que ce pluriel remonte au XIIe siècle et relève d'une fantaisie graphique.
Le toponyme renvoie au saint Jean le Baptiste et à sa localisation dans la vallée de l'Arvan. Arves ou arva sont des hydronymes provenant du celtique *Aturava ou préceltique *alb-, selon Ernest Nègre.
En francoprovençal, la graphie de la commune s'écrit San-Dyan, selon la graphie de Conflans.

## Histoire
La bulle pontificale de Lucius III, de l'année 1184, confirme la juridiction épiscopale de Maurienne sur dix-sept paroisses dont Saint-Jean et Saint-Sorlin d'Arves.

### XIXesiècle

#### Le mode de vie
Avant le tourisme, l’économie de Saint-Jean-d’Arves reposait principalement sur l’agriculture et plus particulièrement sur l’élevage. L’hiver, le bétail était gardé à l’étable. Au printemps, il était sorti à hauteur des premiers chalets et il était mené en alpage durant l’été. La grande superficie de la commune permettait un bétail nombreux. Cette activité agricole occasionnait des foires (négoce de bovins, d’ovins…) réputées[Lesquelles ?]. Elles se déroulaient au hameau de la Tour les 10 juin, 7 et 24 septembre, 15 octobre… Ces manifestations dépassaient largement le cadre des vallées alentour (Piémont) et il fallait donc des auberges pour héberger les personnes de passage. De plus, une vallée bien peuplée mais avec des moyens de communication peu praticables à certaines périodes de l’année, devait pouvoir se suffire à elle-même. L’artisanat y était donc aussi très développé (cordonnier, drapier…). L’activité agricole induisait aussi les caractéristiques de l’habitation traditionnelle du village. Elle comportait une ouverture dans la partie amont de la toiture en chaume ; ainsi le foin était rentré directement dans la grange située sous le toit. Le rez-de-chaussée, côté aval, servait d’étable pour les bêtes. Les hommes vivaient au même niveau ou juste au-dessus de manière à profiter de la chaleur animale. Quelquefois, une petite construction séparée, en bois ou en pierre, appelée « mazot » servait de grenier. La vie semblait suffisamment difficile pour obliger une bonne partie de la population masculine (chefs de famille et fils) à une émigration (le petit ramoneur savoyard, bûcheron…). Saisonnière dans un premier temps, cette émigration devint définitive avec l’industrialisation de la vallée de la Maurienne. Même les jeunes Arvinches tentaient de trouver mari dans la vallée.

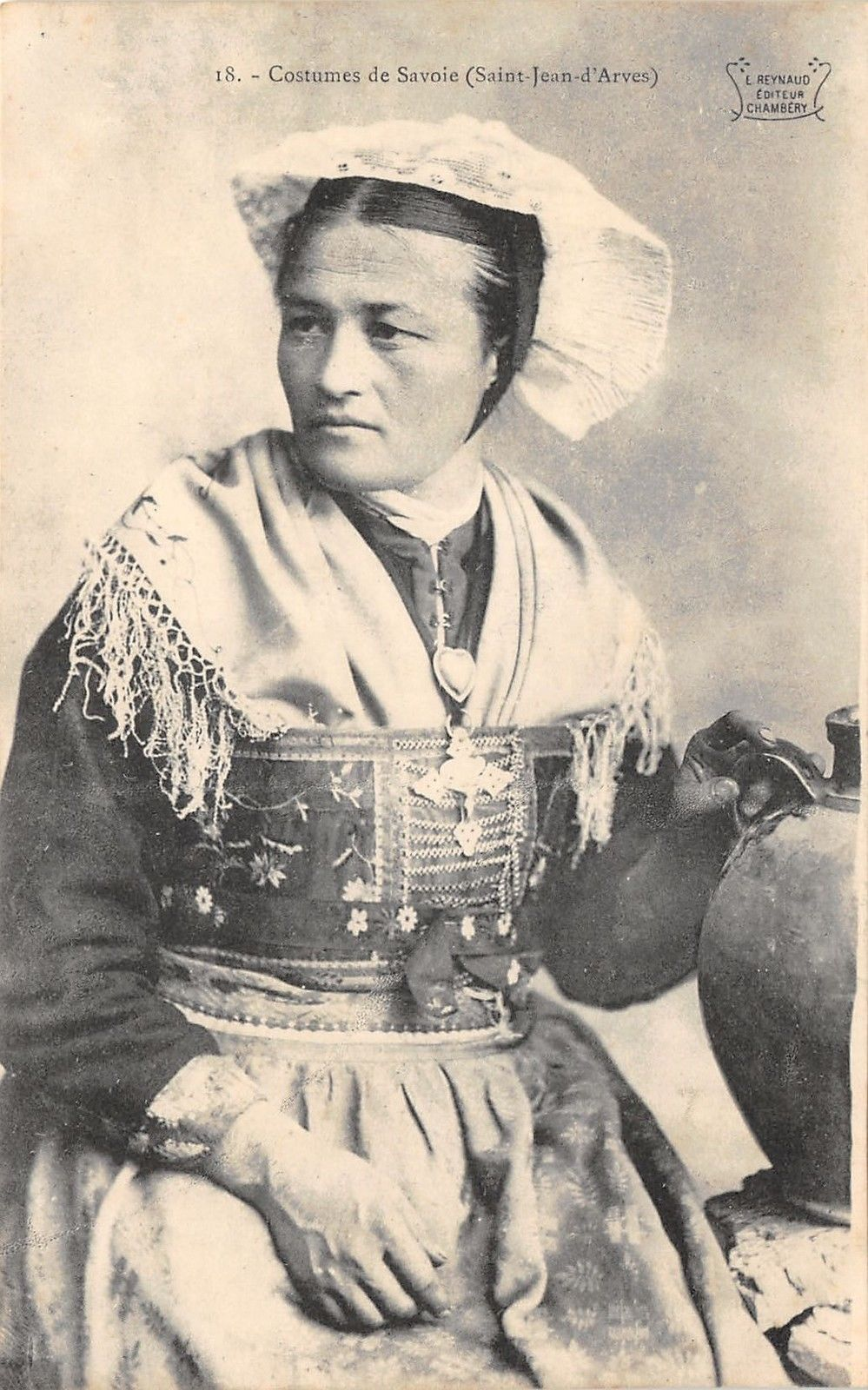
Costume de Saint-Jean-d'Arves.

#### L’éducation
En 1860, les très jeunes Arvins et Arvinches allaient dans deux écoles communales, situées dans les hameaux les plus centraux (la Tour pour les grandes filles et le Villaret pour les grands garçons) pendant les mois de mai, juin, juillet. Pour le reste de l’année et les enfants en bas âge, les hameaux les plus importants (Entraigues, le Poingt, le Collet, les Chambons, le Villaret, la Curiaz, la Chal, le Villard et les Sallanches) possédaient leur école (habituellement une écurie) mixte, « privée » (payée et entretenue grâce à des donateurs) dont ils désignaient le maître et décidaient de sa rétribution. Ce mode de fonctionnement ne correspondait pas à celui préconisé par l’administration supérieure qui refusait de tenir compte de la dispersion de l’habitat, des conditions météorologiques, de l’obligation de travailler pour la plupart des enfants… En fait, ce fonctionnement changeait tous les ans et le rattachement de la Savoie à la France ne permit pas à la situation d’évoluer rapidement. En 1893, la commune touche des subventions pour la construction de trois « maisons d’école » : une à la Tour, une à Entraigues, la dernière aux Chambons. En 1817, Jean Baptiste Alex offrit sa maison pour fonder un « collège » à Entraigues. Il s’agissait d’une « école de latin » pour les « jeunes gens des communes et paroisses des Arves ». Ces enfants étaient hébergés chez l’habitant. Mais par suite de la chute des effectifs, le « collège » ferma en 1871. Quant à l’application des lois Jules Ferry de 1882, il fallut du temps pour qu’elles rentrent dans les mœurs !

#### La religion
En revanche, la religion était partie intégrante de la vie des Arvins. En 1498, fut fondée par Humbert et Pierre Fay, la chapelle la plus ancienne répertoriée : celle de Saint-Sébastien située entre les hameaux de Planchamps et du Villard. Les terres autour, cultivées, permettaient de l’entretenir. Puis tous les principaux hameaux érigèrent leur édifice religieux : la chapelle Saint-Antoine aux Chambons en 1598, Notre-Dame-de-la-Présentation à la Chal en 1616, Saint-Laurent au Poingt en 1626, Sainte-Barbe au Villaret en 1661, Saint-Benoît aux Sallanches en 1731, Saint-Claude au Vallonet en 1732, Sainte-Brigitte au Collet en 1737 et l’oratoire Saint-Claude sur le chemin du col d’Arves en 1775. Jusqu’en 1834, il n’existait qu’une seule et unique église, située à la Tour. Sa date de construction est inconnue, mais l’une des cinq cloches était datée de 1497. En 1793, Saint-Jean-d’Arves a beaucoup contesté les ordres français de ne laisser qu’une cloche par commune, mais sans succès. Quatre cloches de l’église et les dix des chapelles des hameaux sont finalement démontées, brisées et transportées à Saint-Jean-de-Maurienne.
En 1834, Saint-Jean-d’Arves connaît sa population maximum et certains hameaux sont situés à plus d’une heure de marche de l’église de la Tour. Les habitants d’Entraigues et des proches hameaux demandent donc la construction d’une église à Entraigues. Après étude démographique de l’évêché, le projet est accepté. En 1838, la première pierre fut bénite. Mais les « Arvins d’en haut », craignant de voir le village se diviser en deux, pèsent de toutes leurs forces pour faire stopper la construction. L’affaire va même jusqu’au roi Charles-Albert. Mais l’autorisation est maintenue et en 1844 l'église d’Entraigues est terminée et consacrée.

#### Les catastrophes
Lorsque l’agriculture était la principale activité économique, les habitants des Arves avaient des conditions de vie rudes, à l’image de leur climat. De nombreuses catastrophes sont intervenues dans l'histoire de Saint-Jean-d’Arves :
- La peste s’est manifestée en Savoie comme dans le reste de l’Europe. Les épidémies de 1588 et 1599 ont été relatées par des témoins présents. Les récits indiquent que le syndic (le maire) du village faisait appel à des habitants de Saint-Sorlin-d’Arves pour ensevelir les morts pendant le temps de la contagion en contrepartie d’un logement avec bois de chauffage, argent et paie en nature (pain, fromage…). La dernière peste répertoriée date de 1720 : afin de préserver son territoire, le roi Victor-Amédée II plaça des barrières sévèrement gardées à Saint-Jean-d’Arves.
- Les incendies étaient très courants dans les Arves à cause des toits de chaume. Le plus important à Saint-Jean-d’Arves semble être celui déclaré au Villard en 1865. Il a détruit 52 maisons, laissant 254 personnes dans la détresse.
- Les inondations font suite à des pluies torrentielles sur la vallée. L’Arvan sort de son lit et envahit les terres riveraines. De nombreuses crues ont été signalées : 14 septembre 1733 puis les siècles suivants 1847, 1852, 1859, 1874, 1903, 1904, 1905, etc. avec, chaque fois, de gros dégâts en bas de vallée et notamment à la confluence du torrent avec l'Arc à Saint-Jean-de-Maurienne.
- Les avalanches ont laissé peu de traces dans les écrits mais beaucoup dans les esprits. Le 4 février 1978, une avalanche est descendue du Charvin entre les hameaux de Planchamps et du Villard, ôtant la vie d’Albert Féjoz et emportant la chapelle Saint-Sébastien.

### Saint-Jean-d'Arves et les guerres
Le village a également été affecté par les guerres. Lorsque la Savoie n’était pas française (avant 1860), Saint-Jean-d’Arves a souffert de sa situation stratégique : la commune est placée sur la route de St-Jean-de-Maurienne (via le col de la Croix de Fer puis le col d’Arves). En 1589, l’évêque de Maurienne confia la garde du passage d'Arve par les montagnes d'Olle et de la Perche à noble Pierre de Sallières, dit d'Arve. Ce dernier installa une garnison dans sa « tour genevoise » pour protéger les Arves et Saint-Jean-de-Maurienne. Mais en 1597, Lesdiguières, le lieutenant général du roi de France en Dauphiné, dans sa marche sur Saint-Jean-de-Maurienne, passa par le col de la Croix de Fer, Saint-Sorlin-d’Arves, conquit la Tour de la Génevoise et y laissa une garnison qui pilla la vallée. En 1598, le duc de Savoie reprit la forteresse. La garde en fut confiée au chevalier Jules des Costes de Saint-Jean-de-Maurienne. Le comportement de sa garnison ne fut guère plus respectueux de la population. En 1600, une nouvelle incursion française fut menée par Lesdiguières en Maurienne. Un détachement fut à nouveau posté dans les Arves. Les Arvins décidèrent (ou les Français leur suggérèrent) de détruire la tour fortifiée, qui leur apportait plus de malheurs que de sécurité. Ce fait s’exécuta sans l’accord des propriétaires (Antoinette Constantin, veuve de Pierre Salière d’Arves, et ses enfants) qui portèrent l’affaire devant la justice. La destruction de la Tour de la Génevoise et l’absence de garnisons donc de combats rendirent la vie plus tranquille.
Les guerres du XXe siècle ont bien sûr touché la commune. 40 Arvins décédèrent au champ d’honneur entre 1914 et 1918, loin de chez eux.
Entre 1939 et 1945, les incursions des Allemands dans la vallée furent rares malgré la présence de maquisards. Mais lorsqu’ils décidaient de monter, le danger était omniprésent comme en mai 1944 où les Allemands incendièrent une vingtaine de chalets d’alpage dans le secteur des Aiguilles. Ils pensaient que des maquisards s’y étaient réfugiés. Cinq de ces maisons appartenaient à la famille de Joseph Bellet.
Joseph Pierre François Fejoz, né à Saint-Jean d'Arves le 16 janvier 1919, est décédé en déportation durant la Seconde Guerre mondiale. Policier, il rejoint la Résistance. Il est arrêté et déporté de Belfort le 29 août 1944 (convoi de 722 hommes) à destination du KL de Neuengamme. Il est affecté au kommando de Wilhelmshaven (kommando de travail au service de la Kriegsmarine) où il décède le 15 mars 1945. Reconnu Mort en déportation. Il est présent sur le monument aux morts de Saint-Jean-d'Arves et la plaque commémorative pour les policiers morts pour la France (1939-1945) à Nice.

## Politique et administration
| Période                                  | Période   | Identité            | Étiquette | Qualité     |
| ---------------------------------------- | --------- | ------------------- | --------- | ----------- |
| 1928                                     | 1932      | Séraphin Lanterme   | ...       | ...         |
| 1932                                     | 1945      | Émile Arlaud        | ...       | ...         |
| 1945                                     | 1947      | Joseph Féjoz        | ...       | ...         |
| 1947                                     | 1953      | Séraphin Bérard     | ...       | ...         |
| 1953                                     | 1974      | Marcel Féjoz        | ...       | ...         |
| 1974                                     | 1983      | Eugène Mollard      | ...       | ...         |
| 1983                                     | juin 1995 | Lucien Sibué        | ...       | ...         |
| juin 1995                                | mars 2014 | Christiane Hustache | ...       | Commerçante |
| mars 2014                                | 2020      | Pascal Sibué        | ...       | Agriculteur |
| 2020                                     | En cours  | Christiane Hustache | ...       | Commerçante |
| Les données manquantes sont à compléter. |           |                     |           |             |

## Population et société
Ses habitants sont appelés les Arvains, ou Arvins,. On trouve également la forme Arvinches.

### Démographie
L'évolution du nombre d'habitants est connue à travers les recensements de la population effectués dans la commune depuis 1793. Pour les communes de moins de 10 000 habitants, une enquête de recensement portant sur toute la population est réalisée tous les cinq ans, les populations de référence des années intermédiaires étant quant à elles estimées par interpolation ou extrapolation. Pour la commune, le premier recensement exhaustif entrant dans le cadre du nouveau dispositif a été réalisé en 2004.

En 2022, la commune comptait 271 habitants, en évolution de +3,44 % par rapport à 2016 (Savoie : +3,63 %, France hors Mayotte : +2,11 %).
| 1793  | 1800  | 1806  | 1822  | 1838  | 1848  | 1858  | 1861  | 1866  |
| ----- | ----- | ----- | ----- | ----- | ----- | ----- | ----- | ----- |
| 1 766 | 1 976 | 2 087 | 2 004 | 1 951 | 2 031 | 1 396 | 1 585 | 1 500 |

| 1872  | 1876  | 1881  | 1886  | 1891  | 1896  | 1901  | 1906  | 1911  |
| ----- | ----- | ----- | ----- | ----- | ----- | ----- | ----- | ----- |
| 1 369 | 1 422 | 1 406 | 1 472 | 1 405 | 1 354 | 1 269 | 1 270 | 1 121 |

| 1921 | 1926 | 1931 | 1936 | 1946 | 1954 | 1962 | 1968 | 1975 |
| ---- | ---- | ---- | ---- | ---- | ---- | ---- | ---- | ---- |
| 950  | 838  | 781  | 722  | 583  | 482  | 342  | 278  | 239  |

| 1982 | 1990 | 1999 | 2004 | 2006 | 2009 | 2014 | 2019 | 2022 |
| ---- | ---- | ---- | ---- | ---- | ---- | ---- | ---- | ---- |
| 185  | 203  | 217  | 217  | 224  | 287  | 269  | 272  | 271  |

### Évolution
Les plus anciennes traces d'habitation connues à proximité du village sont celles découvertes par le groupe archéologique de Viuz-Faverges (M. Duret et M. Brun) en 1976. En effet, près des Sallanches, au lieu-dit Sur la Roche , cinq sépultures de l'âge du fer (500 à 450 av. J.-C.) ont livré des bracelets en bronze, des perles, des bagues en bronze, des colliers de perles d'ambre en position sur les squelettes.
Les premières réelles estimations de population du village datent de la fin du Moyen Âge (1561). À partir de cette époque, la population a connu une augmentation constante, si bien qu'en 1793, on estimait que Saint-Jean-d’Arves abritait presque autant d’habitants que Saint-Jean-de-Maurienne. La croissance continue jusqu’en 1848 où le chiffre atteint son maximum. Mais dans la seconde moitié du XIXe siècle, l’industrialisation de la vallée de la Maurienne propose aux Arvins une vie plus sûre, avec notamment l'optique d'un travail et d'un salaire fixe tous les mois de l’année. Les habitants abandonnaient alors progressivement leurs terres au profit des villages de la vallée (notamment Saint-Jean-de-Maurienne), qui disposaient de conditions de vie plus clémentes ainsi que d'un accès facilité aux services et infrastructures. Alors que cet exode semblait profiler la fin du village, c'est finalement l’attrait touristique de l’ « or blanc » à la période d'après-guerre qui a permis de sauver la commune.

## Économie

### Tourisme
En 2019, la capacité d'accueil de la station-village, estimée par l'organisme Savoie Mont Blanc, est de 4 770 lits touristiques répartis dans 487 structures. Les hébergements marchands se répartissent comme suit : 48 meublés ; 2 résidences de tourisme ; 5 centres collectifs/auberges de jeunesse et un gîte de séjour, auquel s'ajoute 2 chambres d'hôtes.

### La station de ski de Saint-Jean-d'Arves
La station de ski de Saint-Jean-d'Arves fait partie du domaine skiable des Sybelles. Elle surplombe la vallée de l'Arvan et propose en hiver des activités pour les familles comme des balades en traîneau à chien ou en raquettes à neige, etc.
Cette station située entre 1 550 m et 2 620 m d'altitude offre 138 descentes pour tous les niveaux et 310 km de pistes balisées.

## Culture locale et patrimoine

### Lieux et monuments
- maison forte de l'évêque, au chef-lieu[21].
- Château de Saint-Jean-d'Arves[21],[22], dite tour (de la) genevoise ou fort d'Arve, située entre le hameau du Mollard et l'église et possession des nobles d'Arve (voir ci-après)[7]. La tour est détruite au cours de l'occupation française de 1600 par les Arvins eux-mêmes au prétexte qu'« [ils] préféraient ne pas avoir de défense, plutôt qu'une défense insuffisante, juste bonne à leur attirer les ennuis d'une occupation »[21],[7]. Cette destruction donne lieu à un procès, où la famille Martin Salière d'Arves demande réparation[21].

### Personnalités liées à la commune
- nobles d'Arve, qui vont se fondre dans les Salière puis de Saint-Martin[21],[7]. Selon l'abbé Saturnin Truchet (1828-1904), historien local, la famille donnera son nom au domaine[7]. La première mention d'un membre de cette famille est un certain Jean d'Arve en 1195[7]. La famille possède au XVe siècle la charge de mistral (vassal) de la mestralie d’Arve, appartenant à la Terre Épiscopale (diocèse de Maurienne)[7]. C'est à cette période que les titres et biens passent à la famille de Salière[7]. En effet, Marie, fille aînée de Jean d’Arve et de Françoise de Luciane épousa le noble Gaspard Salière (ou Sallières), docteur en droit avant 1421[7]. En 1514, Pierre Salière-d'Arves passa reconnaissance pour la tour de la Fournache à Saint-Jean-de-Maurienne et pour la moitié de la mestralie des Arves. Jean, son frère, obtint l'autre moitié de la mestralie et la tour des Arves[7]. La famille Salière d’Arves quitta les Arves pour Saint-Jean-de-Maurienne, en 1600[21],[7].